# آرتور جی. گالاچر
آرتور جی. گالاچر (انگلیسی: Arthur J. Gallagher) شرکت خدمات مالی آمریکایی است، که در سال ۱۹۲۷ تأسیس شد.